# József Munk
József Munk (Budapest, 30 novembre 1890 – ...) è stato un nuotatore ungherese.

## Palmarès

### Olimpiadi
- Argento a Londra 1908 nella staffetta 4x200 metri stile libero.